# RTN1
RTN1‏ (Reticulon 1) هوَ بروتين يُشَفر بواسطة جين RTN1 في الإنسان.